# Нандіна
Nandina domestica    широко відома як нандіна, небесний бамбук або священний бамбук, є видом квіткової рослини з сімейства Berberidaceae, поширеним у східній Азії від Гімалаїв до Японії. Це єдиний представник монотипного роду Nandina. Його широко вирощують у садах як декоративну рослину з кількома сортами, які мають яскраво-червоне листя восени в прохолодні місяці та привабливе нове зелене листя навесні. Незважаючи на те, що декоративний кущ є дволі популярним, його ягоди токсичні для птахів, особливо наприкінці зими, коли інші джерела їжі стають дефіцитними.
Латинська назва роду Nandina походить від японської назви nanten (яп. 南天). Специфічний епітет domestica означає «одомашнений» або «домашній».

## Опис

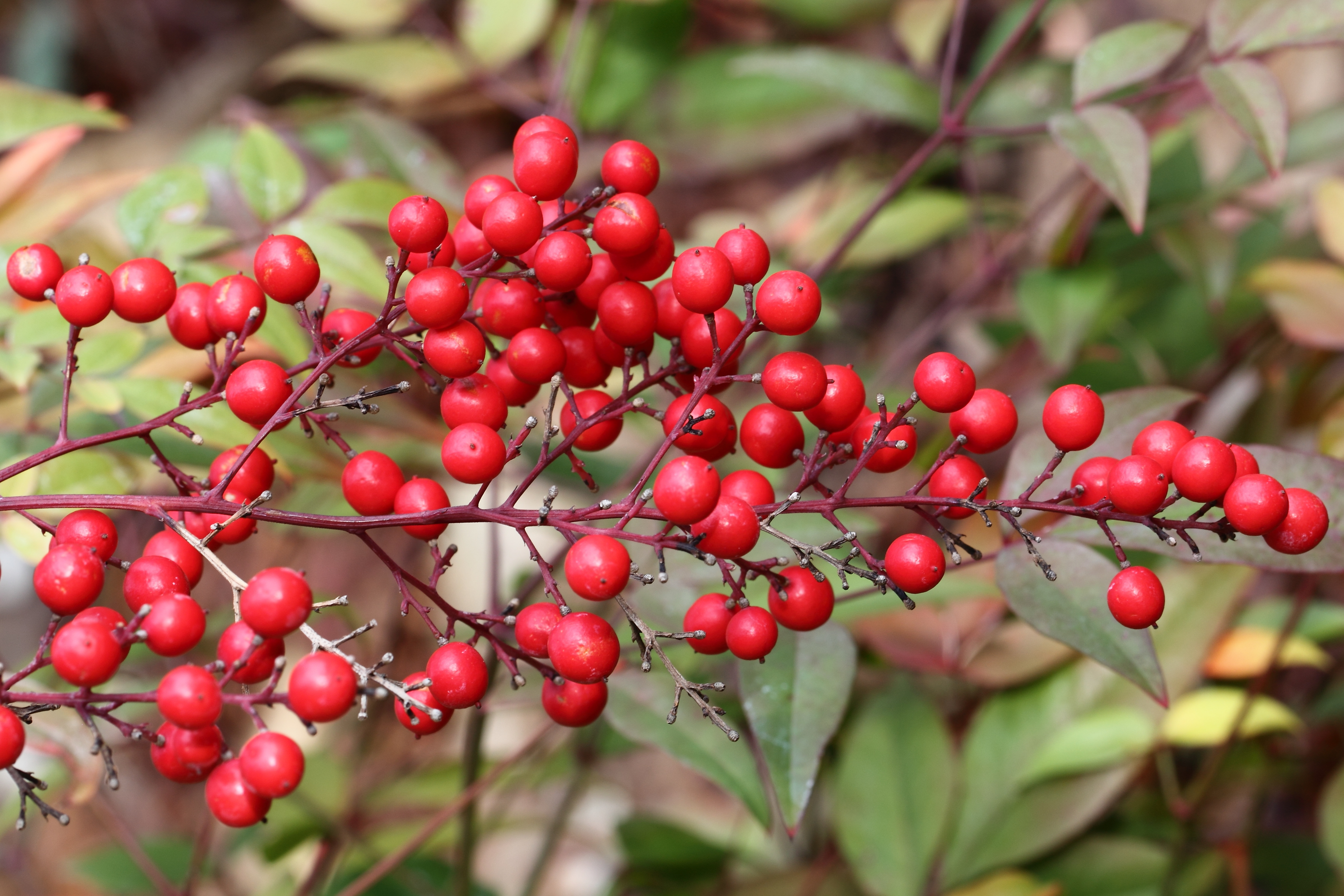

Незважаючи на загальну назву «священний бамбук», власне це не бамбук, а прямостоячий вічнозелений чагарник до 2 м у висоту та 1,5 м завширшки, з численними, зазвичай нерозгалуженими стеблами, що ростуть від землі. Глянцеве листя іноді опадає в холодних регіонах, має довжину 50-100 см, дво- або триперисте, складне, з окремими листочками 4-11 см довжини і 1,5–3 см ширини.

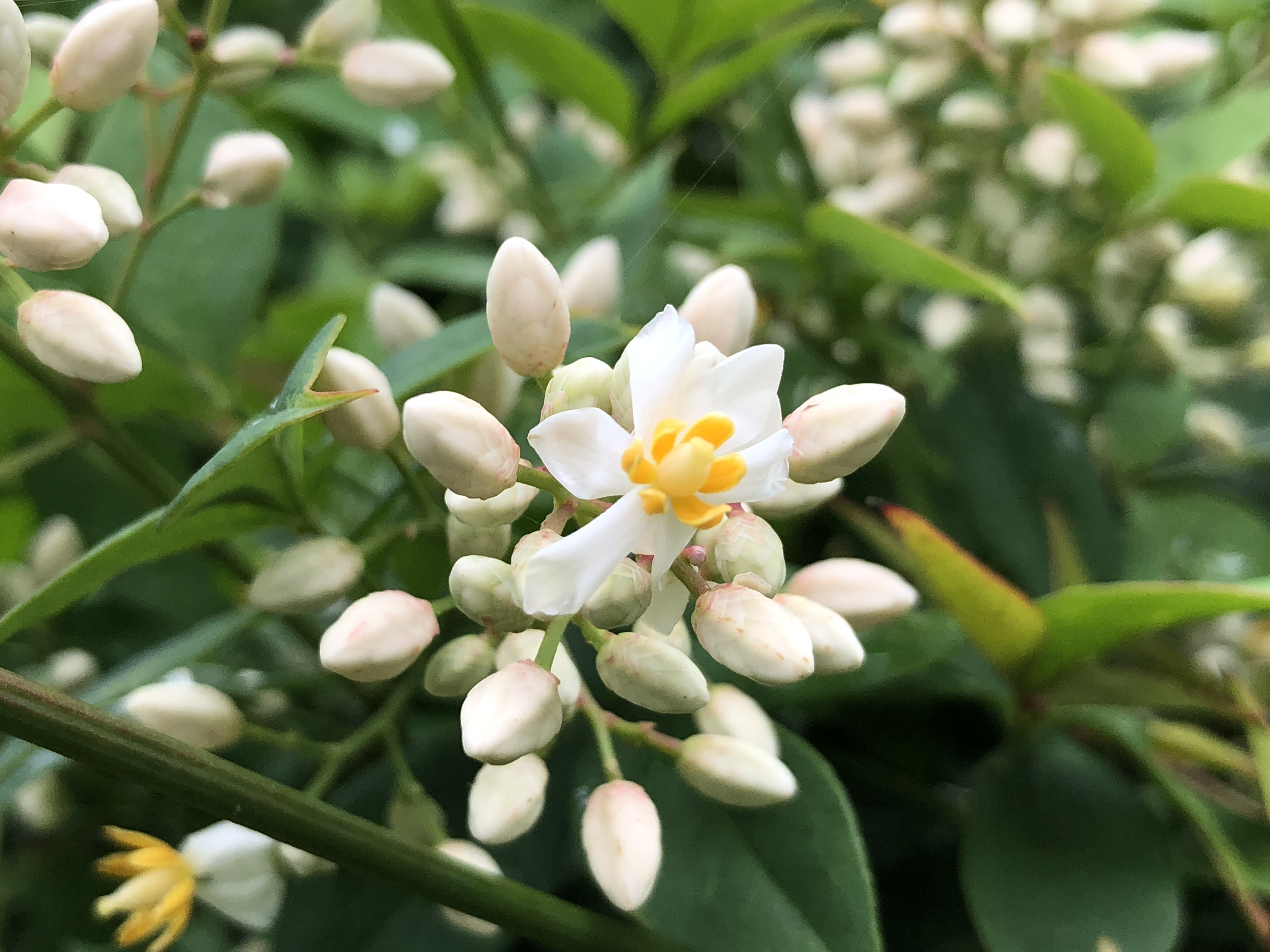
квіти

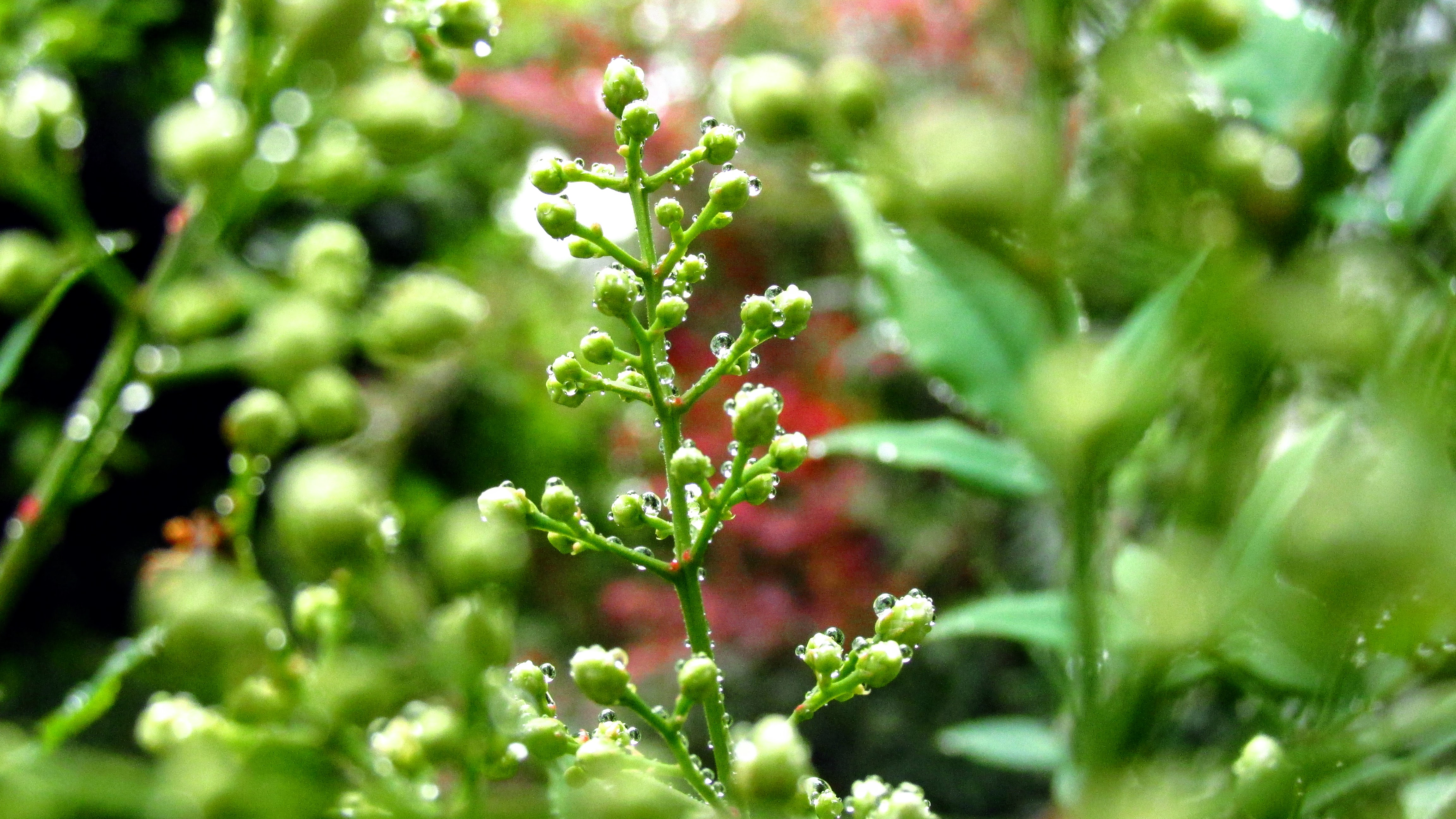
Квіткові бруньки відштовхують дощову воду.

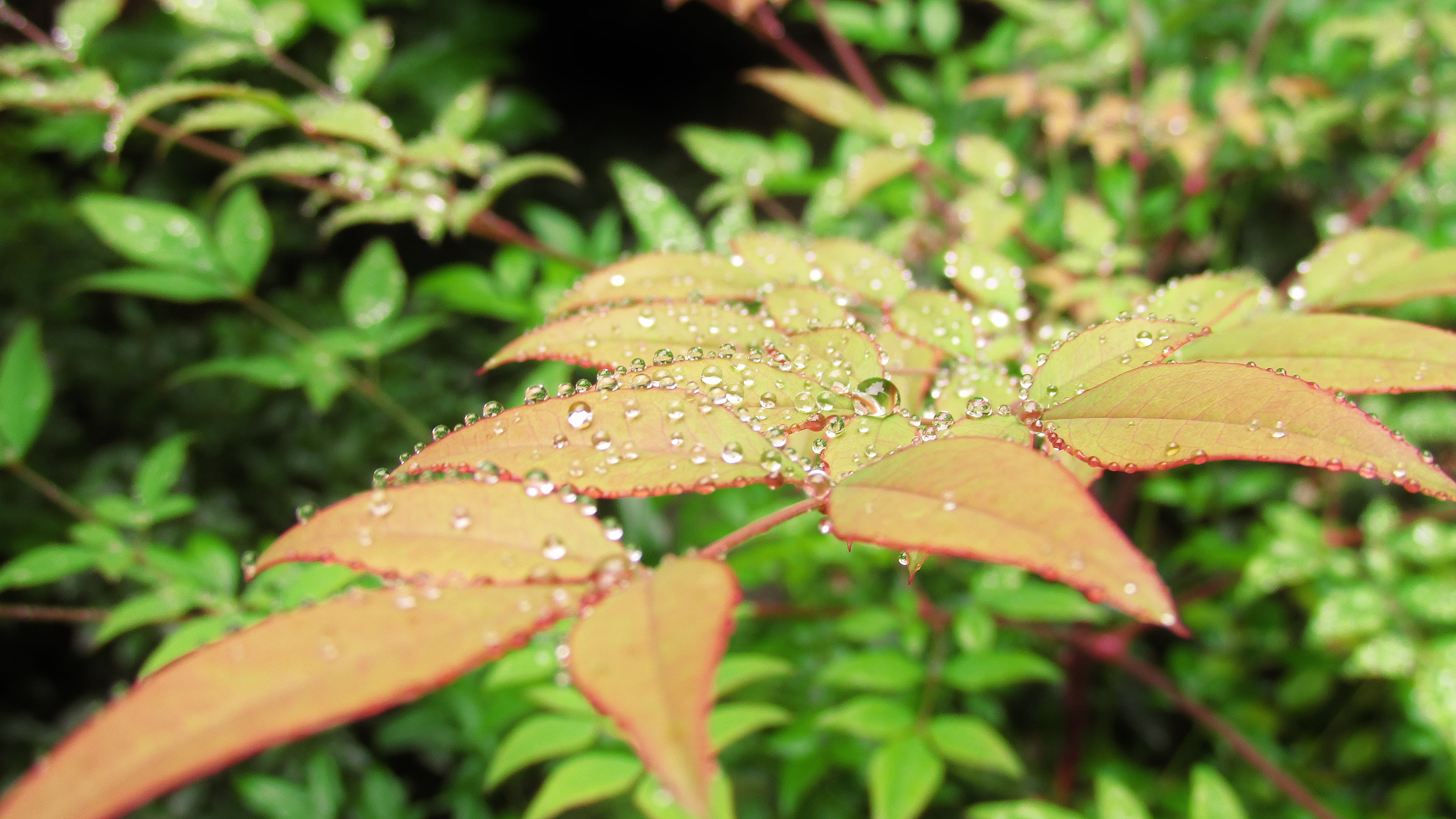
Листя нантена також відлякують дощову воду.

Молоде листя навесні яскраво забарвлене від рожевого до червоного, перш ніж стане зеленим; старе листя знову стає червоним або фіолетовим перед скиданням. Його черешкові листки 50-100 см завдовжки, складні (дві або три вершини) з листочками, від еліптичних до яйцеподібних або ланцетних і з цілими краями, 2–10 см завдовжки та 0,5–2 см завширшки, з роздутими біля основи черешками.
Суцвіття — пазушні або кінцеві прямостоячі волоті з численними гермафродитними квітками. Є кілька яйцеподібно-довгастих чашолистків рожево-білого кольору і шість довгастих білих пелюсток, площа кожної 4 на 2,5 мм. Квіти з’являються на початку літа в конічних кистях, які тримаються над листям. Плід представляє яскраво-червону ягоду, 5—10 мм у діаметрі, що дозріває пізньої осені і часто зберігається протягом зими.

## Історія саду та вирощування

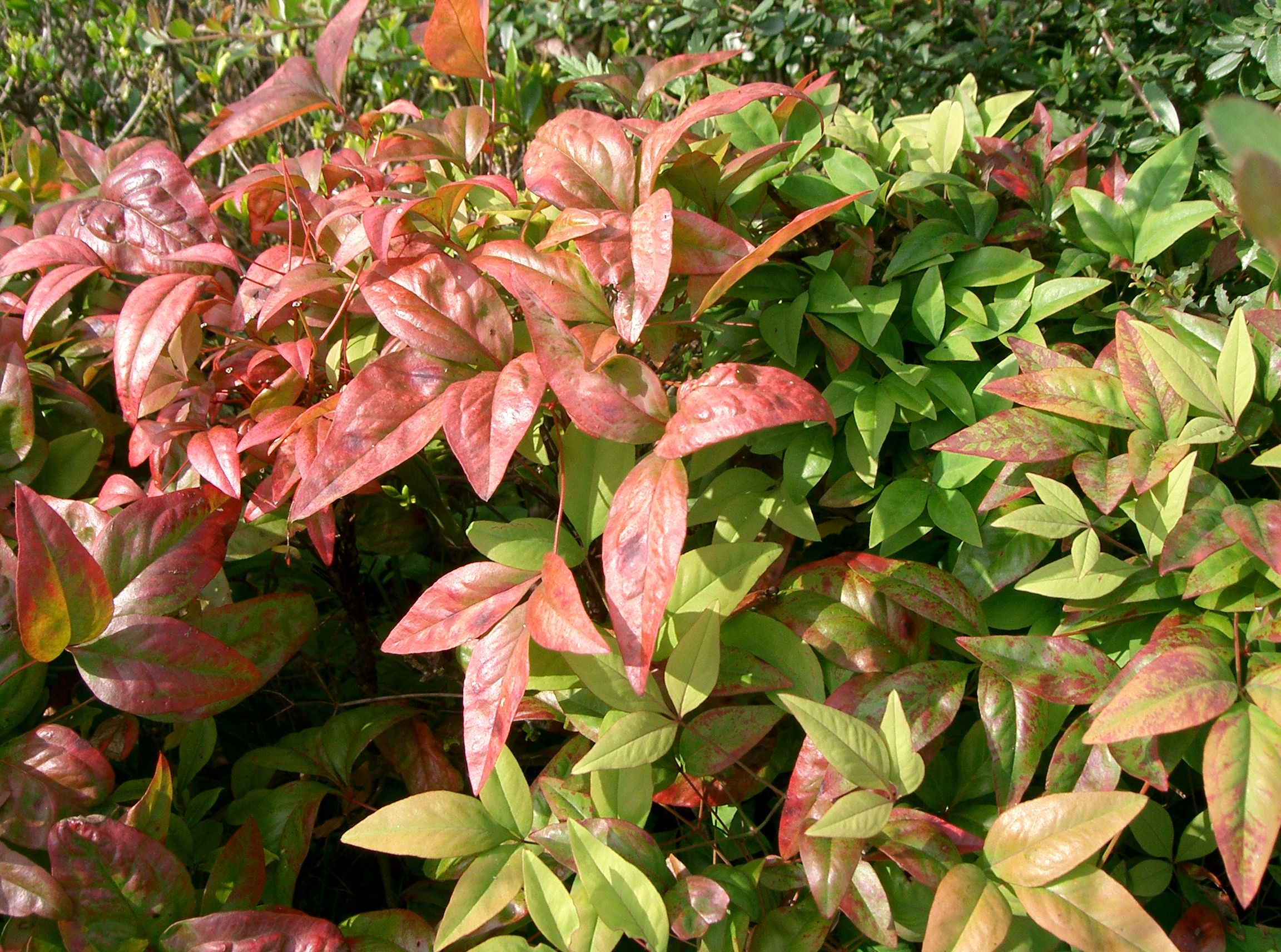
Листя змінюють колір залежно від пори року

Карликовий сорт

N. domestica, яка вирощується в китайських і японських садах упродовж століть, була привезена в західні сади Вільямом Керром, який уперше відправив її кораблем до Лондона з Кантона (Ґуанчжоу) в 1804 році. Англійські селекціонери, не впевнені в його зимостійкості, спочатку помістили його в оранжереях. Наукова назва, дана їй Карлом Пітером Тунбергом, є латинізованим варіантом японської назви рослини нан-тен. У Японії є понад 65 сортів цього особливо популярного виду, там існує навіть національне товариство Нандіни. У Шанхаї ягоди нандіни продаються на вулицях під Новий рік, для прикрашання вівтарів і храмів.
Нандіна не рясно плодоносить у Великій Британії, але її можна вирощувати в зонах стійкості USDA 6–10, а деякі сорти стійкі до зони 5. Нандіна може витримувати спеку і холод, від −10 до 110 °F (−23 до 43 °C). Зазвичай вона не потребує обрізки, але може поширюватися під землею, і її корені буває важко видалити.
Нандіна надзвичайно токсична для птахів  і ссавців. Висохлі плодоніжки навесні можна легко обірвати руками. Завдяки природним фітохімічним речовинам (див. вище) цю рослину зазвичай використовують у ландшафтних насадженнях, що захищають від кроликів, оленів і таясових.

### Сорти
Ось деякі з популярних сортів цієї рослини:
- Рум’янець – трохи менший, ніж наведений вище, навесні та восени утворює червоні новоутворення, а в зимові місяці стає яскраво-червоним.[7]
- Вогнева сила – висота від 2 до 2 1/2 футів, названа так за яскраво-червоне осіннє та зимове листя.[8]
- Гольфстрім – сягає 3 футів завширшки та 3-3 1/2 футів заввишки, має вузькі ромбоподібні листя, які в молодості мають помаранчевий колір і мідь, які влітку стають бірюзовими, а восени стають оранжево-червоними.[8]
- Лимонний лайм – жовтувато-зелене весняне листя, яке влітку перетворюється на жовто-зелене.[8]
- Місячна затока – щільне і вертикальне листя, що досягає 1 м, його ромбовидне листя (схоже на Гольфстрім) щосезонно змінюється на салатово-зелений, червоний, абрикосовий і бордовий. [d]
- Moyer's Red – напівкарликовий тип, який виростає від 4 до 6 футів у висоту, має світло-рожеві квіти. [e]
- Nana – карликовий сорт, який підходить для невисокої живоплоту, має листя, яке в прохолодні місяці змінюється від лаймово-зеленого до багряно -червоного та червоно-бронзового кольору. [f]
- Obsession – у зв’язку з вищесказаним, він виростає від 2 до 2 1/2 футів у висоту та ширину та має червоне весняне та осіннє листя.[8]
- Royal Princess – сягає до 8 футів у висоту, це квіти рум’яного кольору.[8]
- Sienna Sunrise – виростає 3–4 фути у висоту, має яскраве червоне листя з червоними відблисками восени.[8]

Усі частини рослини є отруйними, містять сполуки, які розкладаються  з утворенням ціаніду водню, і можуть бути смертельними при проковтуванні. Рослина, як правило, вважається нетоксичною для людей, але ягоди вважаються токсичними для котів і тварин, які пасуться. Надмірне споживання ягід призводить до загибелі таких птахів, як кедрова восковиця , оскільки вони схильні до ціанідного токсикозу, що спричинює загибель кількох особин одночасно.
Ягоди також містять такі алкалоїди, як нантенін, який використовується в наукових дослідженнях як протиотруту від МДМА (екстазі).
Nandina вважається інвазивною рослиною у Північній Кароліні, Теннессі, Джорджії та Флориді. Її включено до переліку інвазивних видів Ради екзотичних шкідників Флориди як вид Категорії I, в одній із найвищих позицій. Її можна побачити в дикій природі у Флориді в округах Гадсден, Леон, Джексон, Алачуа та Цитрус, у заповідниках, лісах і заплавах. Загалом не рекомендується купувати або продовжувати вирощувати нестерильні сорти на південному сході Сполучених Штатів.
Рослина також стає інвазивною у диких районах на півночі, і в травні 2017 року було додано до переліку інвазивних рослин штату Меріленд зі статусом рівня 2.
Незважаючи на те, що її широко вирощують у Техасі через її стійкість до посушливих умов, плодоносні сорти Nandina вважають там інвазивними. Насамперед це пов’язано з тим, що птахи переносять насіння в природні зони, де Nandina розмножується та витісняє місцеві види, і через насіння, і через ріст кореневищних підземних стебел.

## Галерея

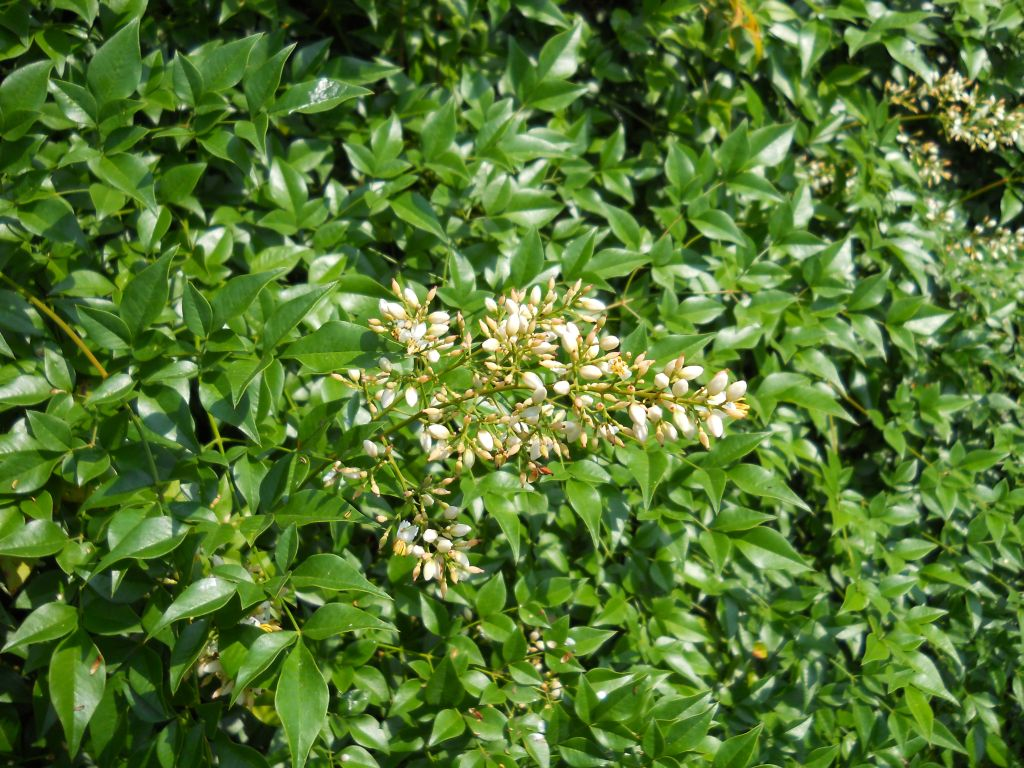
Квіти
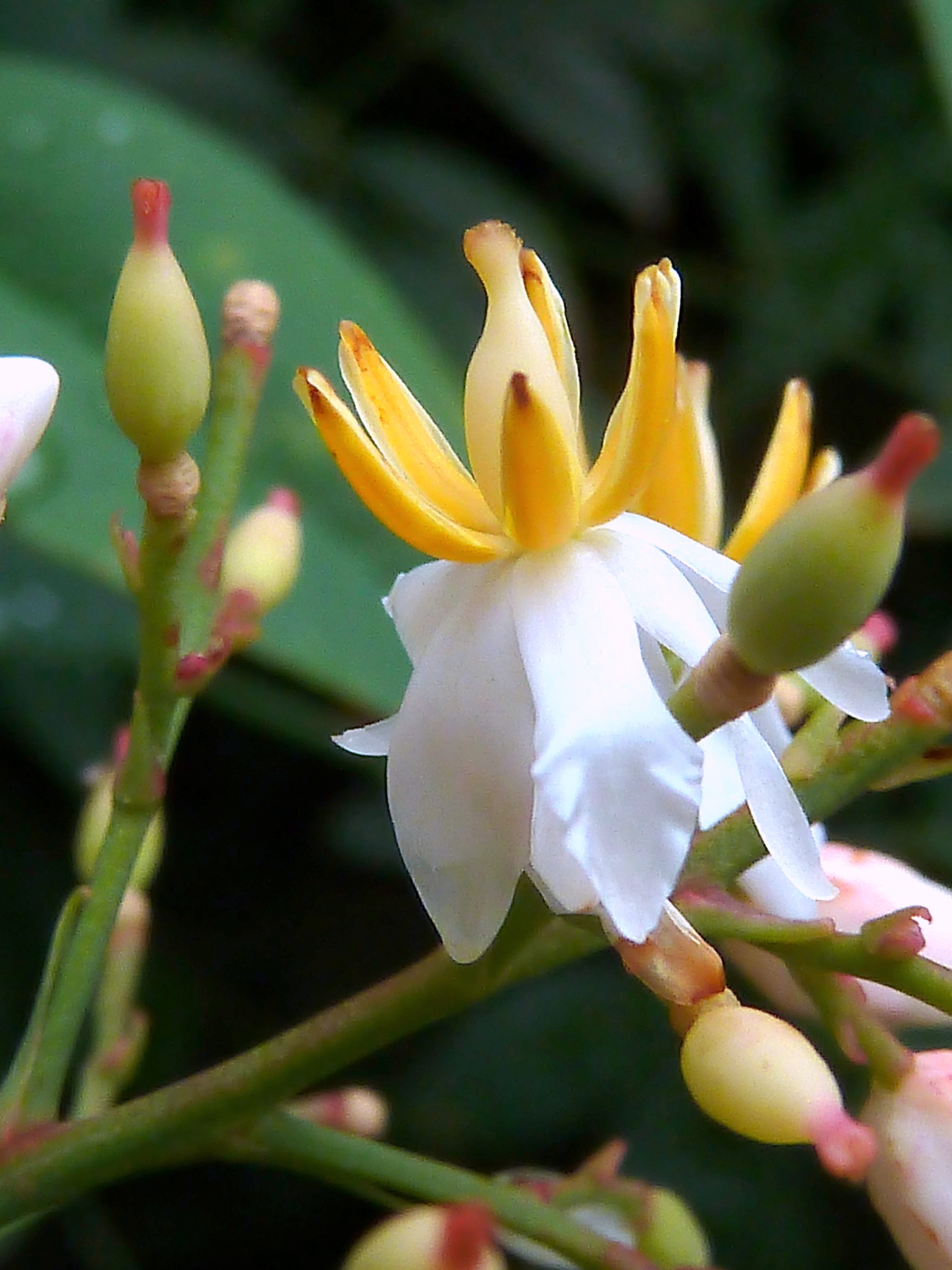
Квітка
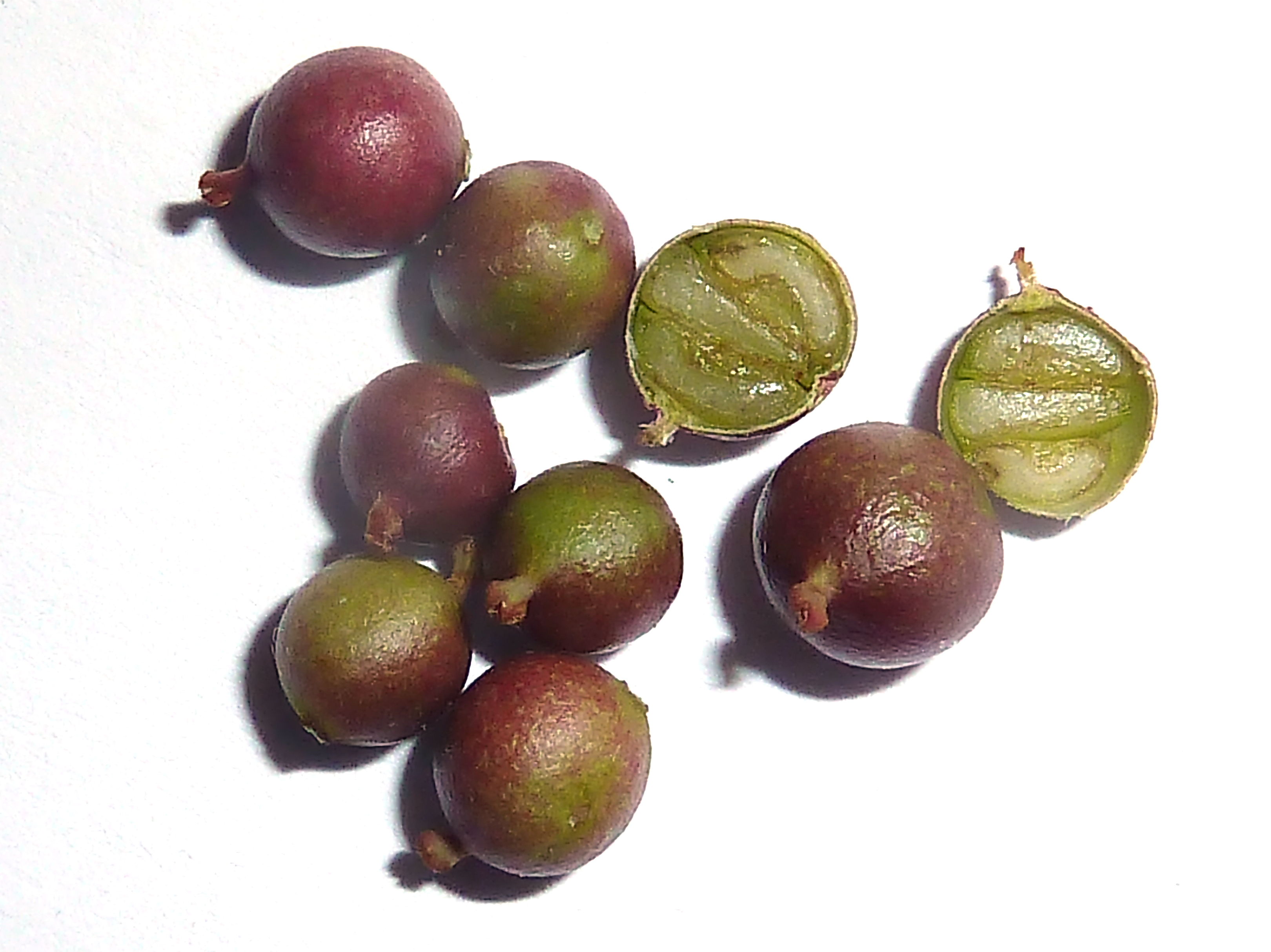
Фрукти
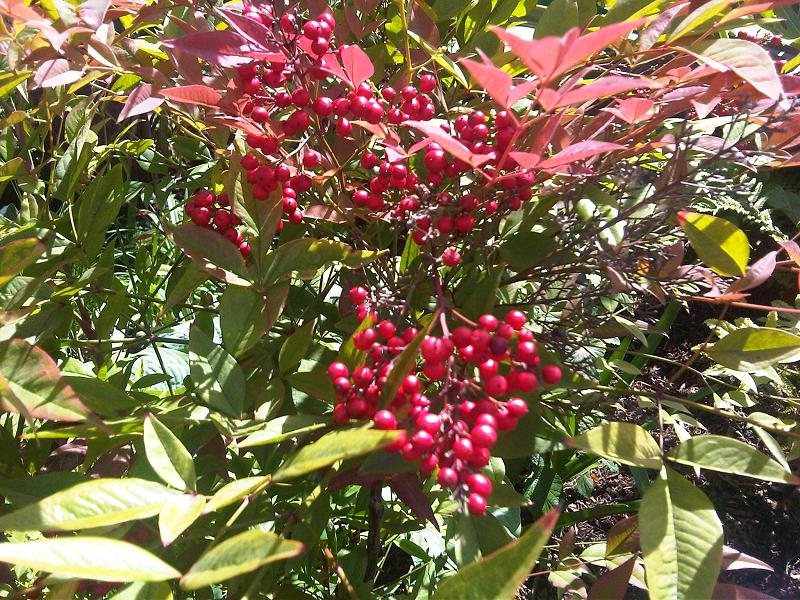
Плодоносний кущ
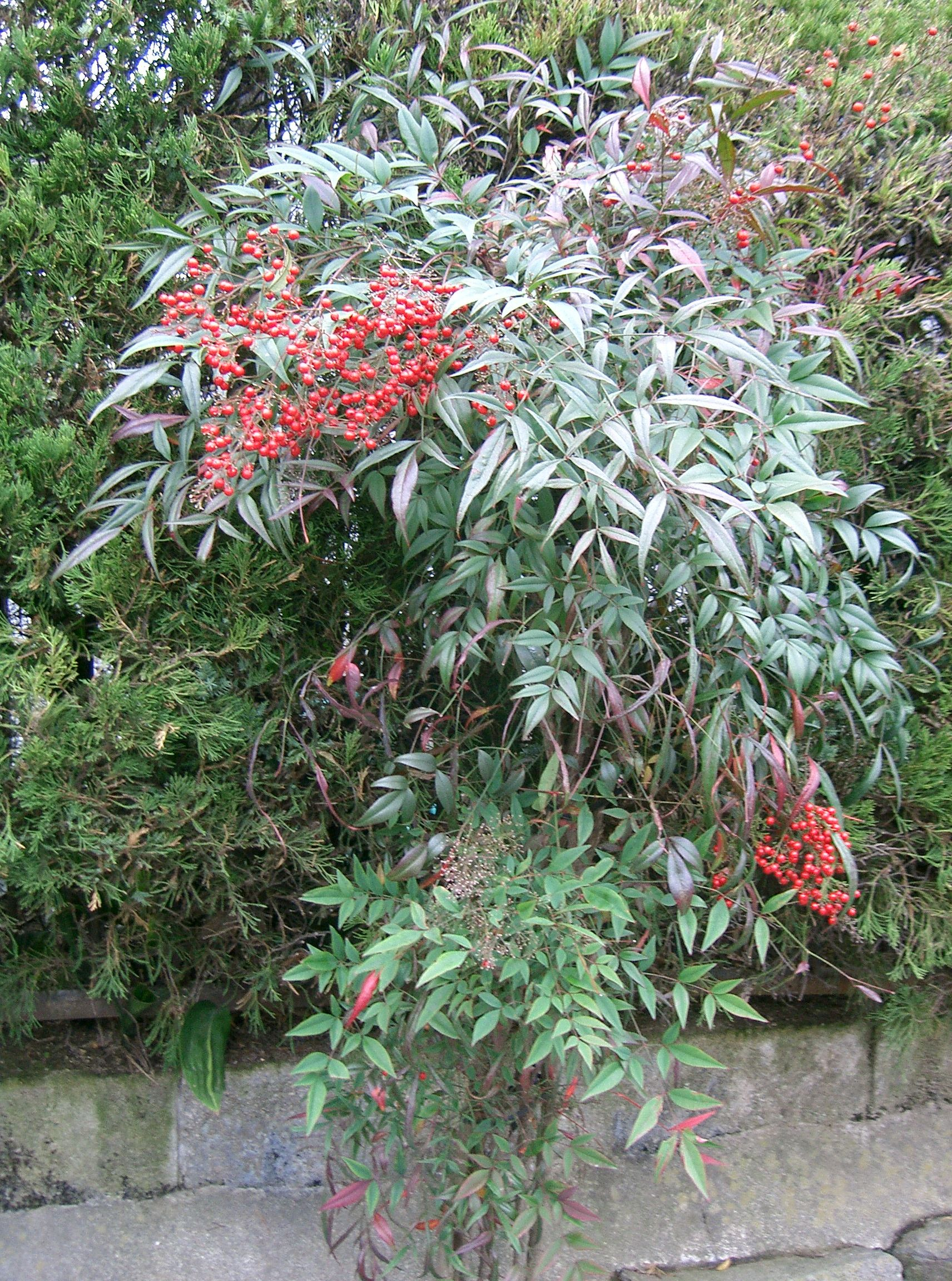
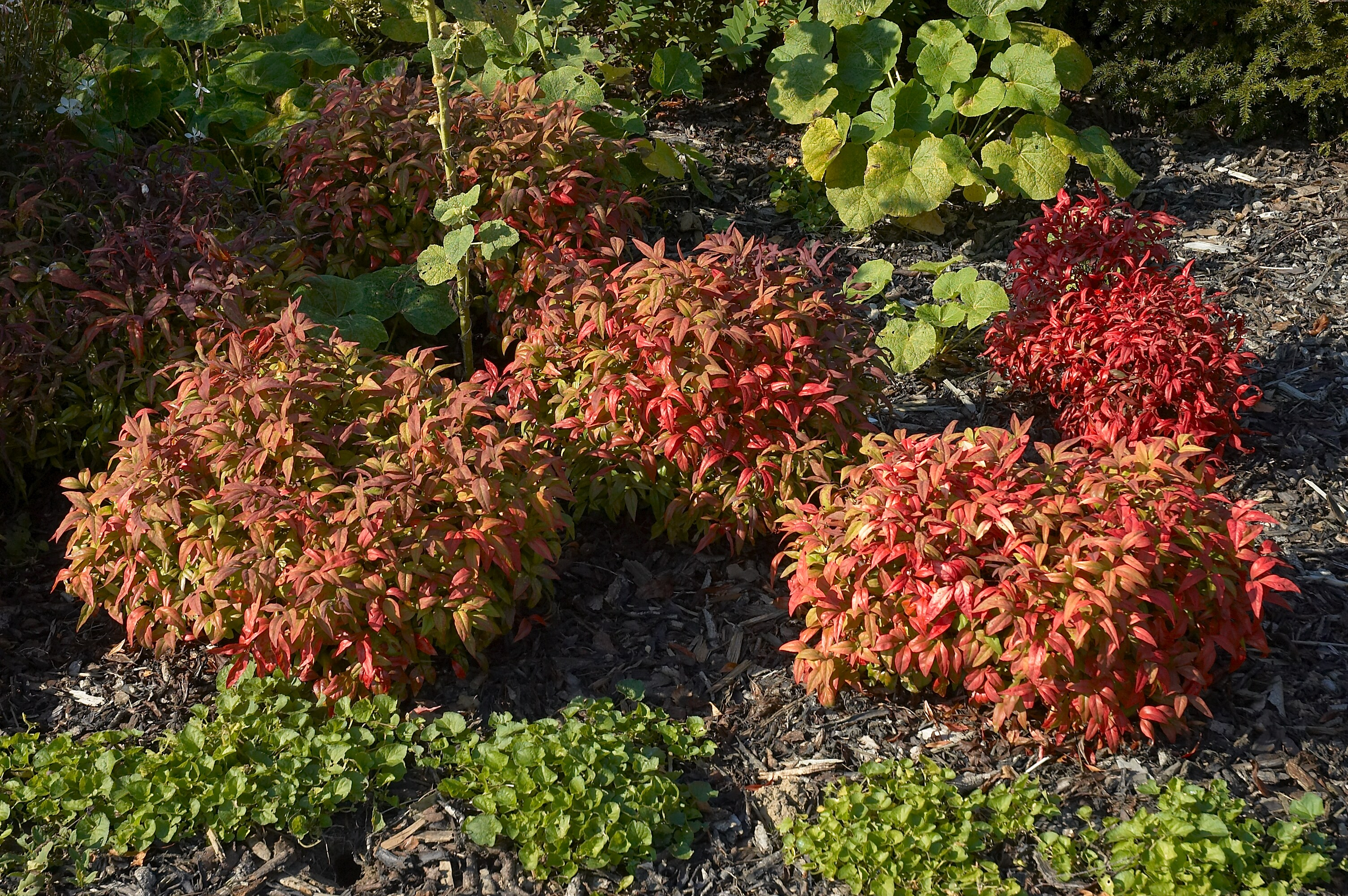
Сорт «Вогняна сила» в живоплоті
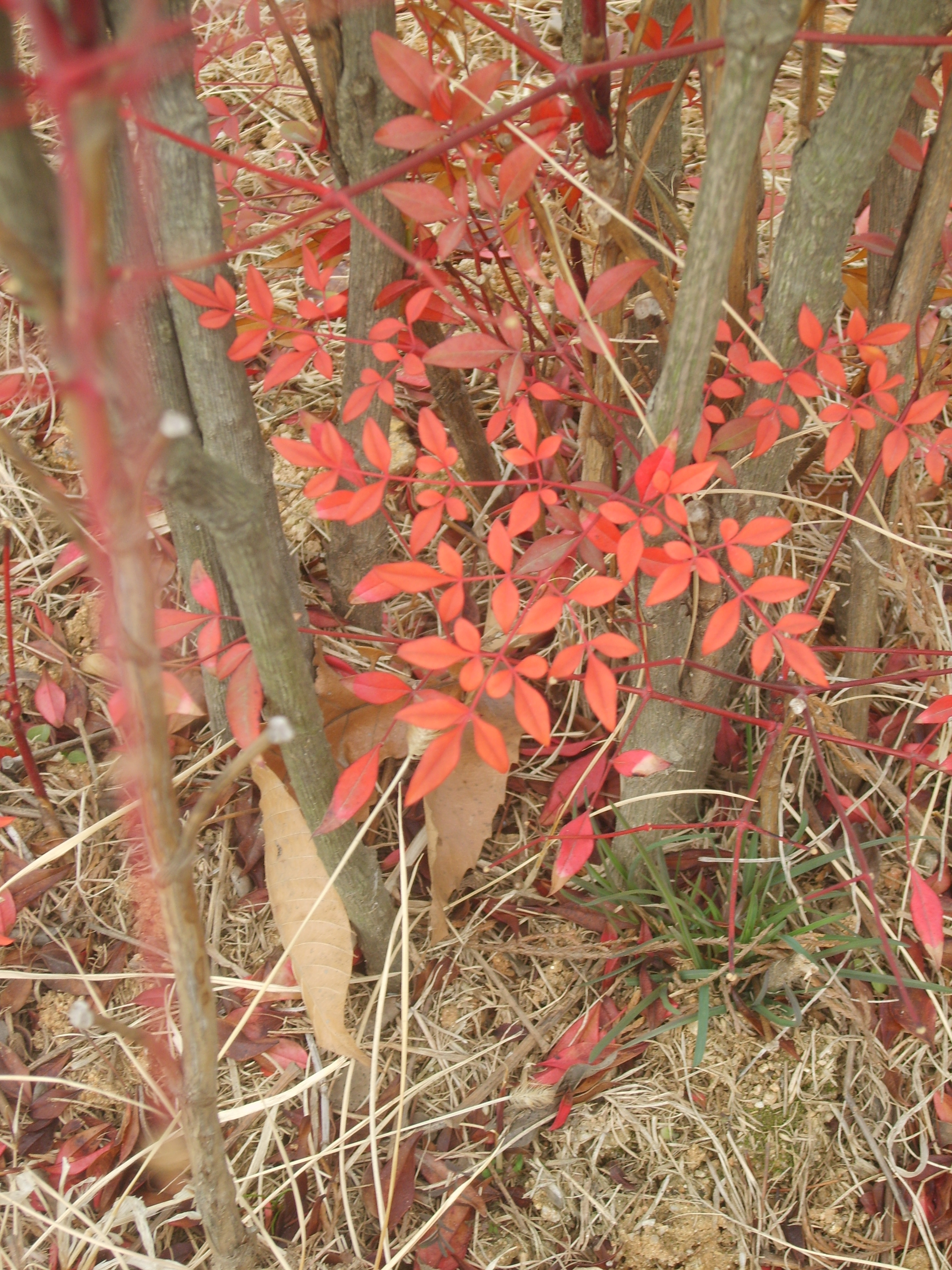
Сорт в Південній Кореї
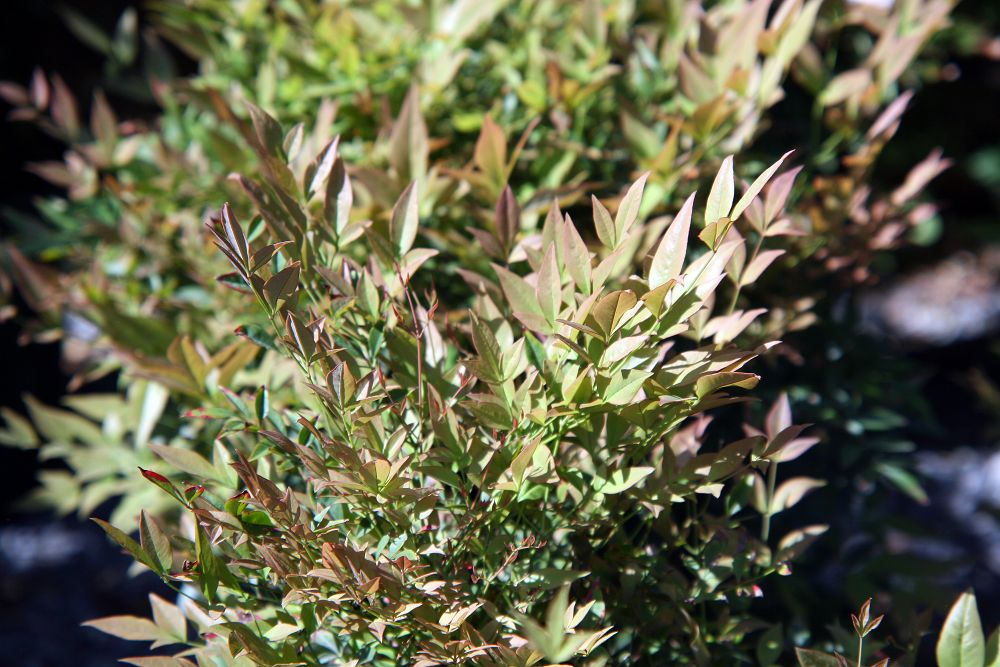
Сорт «Гольфстрім» з ромбоподібними листочками
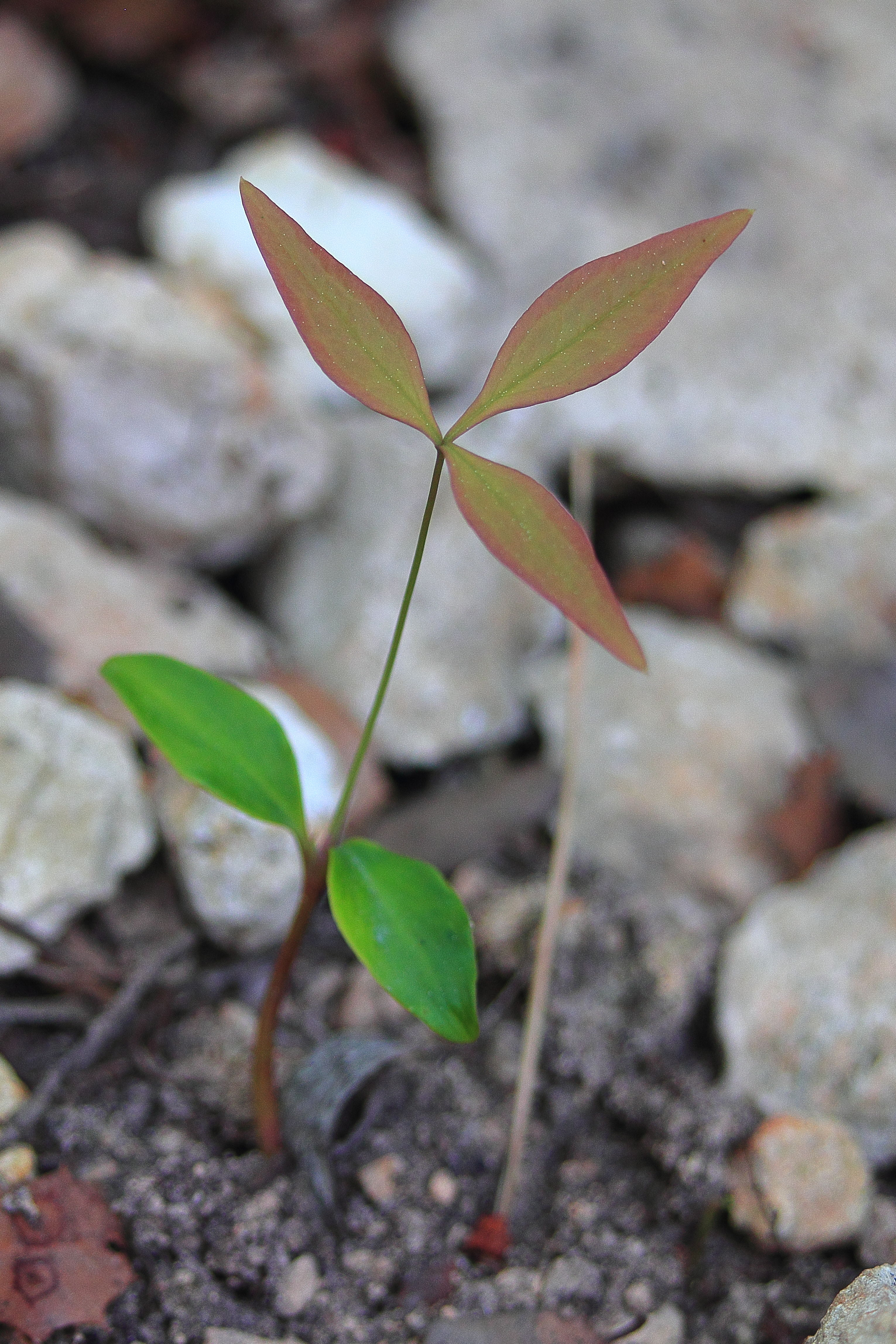
Розсада з двома зеленими сім'ядолами і першим червоно-зеленим листком
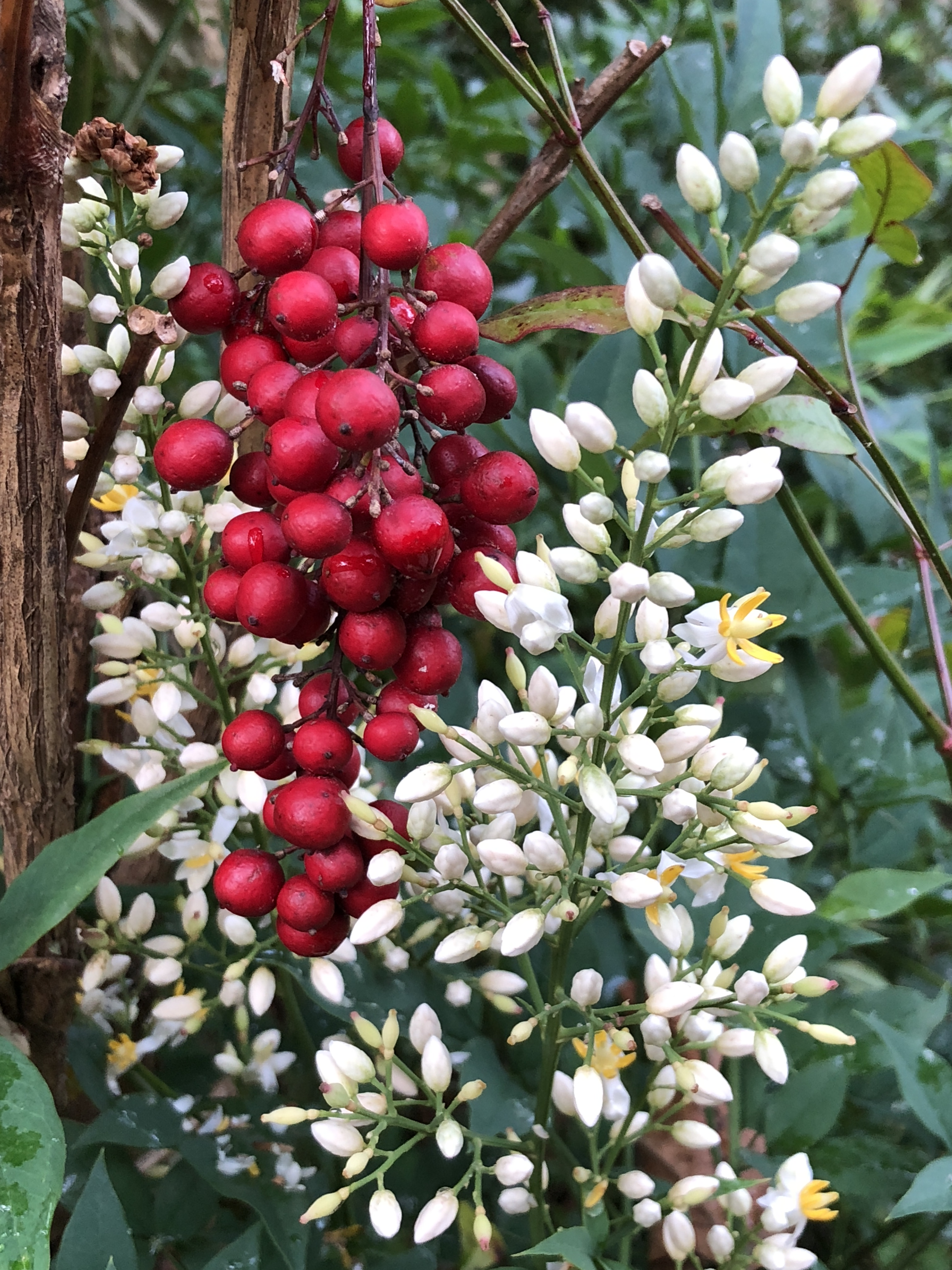
Квіти і фрукти

## Зовнішні покликання
- Хакслі, А., ред. (1992). Новий словник садівництва RHS 3: 284–285. Макміллан.
- Флора Північної Америки: Nandina domestica (розглядає вид як інтродуковану рослину)
- База даних Nandina domestica
- Інформація про Nandina domestica
- Профіль видів - священний бамбук ( Nandina domestica ), Національний інформаційний центр інвазивних видів, Національна сільськогосподарська бібліотека США
- Інформація та ресурси Heavenly Bamboo

Шаблон:Berberidaceae genera